# ليتيسيا دين
ليتيسيا دين (بالإنجليزية: Letitia Dean)‏ هي مغنية وممثلة بريطانية، ولدت في 14 نوفمبر 1967 في بوترز بار ‏ في المملكة المتحدة.

## أعمال

### مسلسلات
- إيست إندرز

## وصلات خارجية
- ليتيسيا دين على موقع IMDb (الإنجليزية)
- ليتيسيا دين على موقع ميوزك برينز (الإنجليزية)
- ليتيسيا دين على موقع أول ميوزيك (الإنجليزية)
- ليتيسيا دين على موقع ديسكوغز (الإنجليزية)
- ليتيسيا دين على موقع قاعدة بيانات الفيلم (الإنجليزية)